# Proclo di Costantinopoli
Proclo di Costantinopoli (tra il 390 e il 395 – Costantinopoli, 446) è stato un vescovo bizantino, venerato come santo dalla Chiesa cattolica e da quelle orientali.
Difese la maternità divina di Maria, lottò contro l'eresiarca Nestorio e, dopo la deposizione di costui, divenne arcivescovo di Costantinopoli (434–446)

## Biografia
Proclo, amico e discepolo di Giovanni Crisostomo, divenne segretario dell'arcivescovo Attico di Costantinopoli (406–425), che lo ordinò diacono e presbitero. Il successore di Attico, Sisinnio I (426–427), lo consacrò vescovo di Cizico, ma la gente del posto si rifiutò di riceverlo, e rimase a Costantinopoli. Alla morte di Sisinnio, il famoso Nestorio riuscì a farsi eleggere arcivescovo di Costantinopoli (428–431), e all'inizio del 429, durante la festività della Theotokos (Vergine Maria), Proclo predicò il suo celebre Discorso sull'incarnazione, che fu poi inserito nell'inizio degli Atti del Concilio di Efeso.
Quando l'arcivescovo Massimiano (431–434) morì, Proclo fu immediatamente intronizzato con il permesso dell'imperatore Teodosio II e dei vescovi riuniti a Costantinopoli. La sua prima preoccupazione fu il funerale del suo predecessore, e poi inviò ad entrambi i patriarchi Cirillo di Alessandria e Giovanni di Antiochia le consuete lettere in cui annunciava la sua nomina.
Nel 436 i vescovi dell'Armenia consultarono Proclo su certe dottrine prevalenti nel loro paese e attribuite a Teodoro di Mopsuestia, chiedendo la loro condanna. Proclo rispose nella celebre lettera nota come il Tomo agli armeni, che egli inviò ai vescovi orientali, chiedendo loro di firmare e di unirsi nel condannare le dottrine chiamate in giudizio dagli armeni. Essi approvarono le lettere, ma per la stima che avevano per Teodoro esitarono a condannare le dottrine attribuitegli. Proclo rispose che egli desiderava la condanna delle dottrine (che non aveva attribuito a Teodoro o a qualsiasi altra persona), non desiderando la condanna di alcuna persona. 
Un rescritto da Teodosio procurato da Proclo, che dichiarava il suo desiderio che tutti dovrebbero vivere in pace e che nessuna imputazione dovrebbe essere fatto nei confronti di chi è morto in comunione con la Chiesa, placò la tempesta. L'intera vicenda evidenzia la moderazione e la diplomazia di Proclo.
Nel 438, egli trasferì le reliquie del suo vecchio maestro, san Giovanni Crisostomo, da Comana a Costantinopoli, dove le seppellì con grandi onori nella Chiesa dei Dodici Apostoli. Anche questa azione servì a riconciliare con la Chiesa coloro che si erano separati a seguito della sua deposizione ingiusta da arcivescovo.
Nel 439, su richiesta di una delegazione di Cesarea di Cappadocia, Proclo scelse come loro nuovo vescovo Talassio, che stava per essere nominato prefetto del pretorio d'Oriente.
Al tempo di Proclo entrò in uso il Trisagion. L'occasione sarebbe stata in occasione di una serie di terremoti violenti a Costantinopoli per la durata di quattro mesi, al punto che le persone furono costrette a lasciare la città e si accamparono nei campi.
Proclo morì probabilmente nel mese di luglio del 446. Egli sembra essere stato saggio, moderato e conciliante; aderì strettamente all'ortodossia, ma fu sempre desideroso di conquistare coloro che differivano da lui con la persuasione piuttosto che la forza.

## Successione apostolica
La successione apostolica è:
- Vescovo Basilio di Efeso (440)
- Vescovo Eusebio di Ancira (445)

## Culto
Il Martirologio Romano riporta il suo elogio alla data del 24 ottobre:
(Martirologio Romano)